# A Can of Bees
A Can of Bees è il primo album in studio del gruppo musicale inglese The Soft Boys, pubblicato nel 1979.

## Tracce
Testi e musiche di Robyn Hitchcock, eccetto dove indicato.
1. Give It to the Soft Boys – 1:57
2. The Pig Worker – 4:30
3. Human Music – 4:30
4. Leppo and the Jooves – 5:27
5. The Rat's Prayer – 3:19
6. Do the Chisel – 3:03
7. Sandra's Having Her Brain Out – 3:47
8. The Return of the Sacred Crab – 2:54
9. Cold Turkey – 4:17 (John Lennon)
10. School Dinner Blues (Live) – 2:26
11. Wading Through a Ventilator (Live) – 4:08

Reissue 1984
1. Give It to the Soft Boys – 1:57
2. The Pigworker – 4:29
3. Human Music – 4:31
4. Leppo & The Jooves – 5:29
5. The Rats Prayer – 3:19
6. Do the Chisel – 3:03
7. Sandra's Having Her Brain Out – 3:39
8. Fatman's Son – 2:38
9. (I Want to Be An) Anglepoise Lamp (Live) – 2:51
10. Ugly Nora (Live) – 3:05
11. Cold Turkey – 4:16 (John Lennon)

Reissue CD 1992
1. Give It to the Soft Boys – 1:57
2. The Pig Worker – 4:30
3. Human Music – 4:30
4. Leppo and the Jooves – 5:27
5. The Rat's Prayer – 3:19
6. Do the Chisel – 3:03
7. Sandra's Having Her Brain Out – 3:47
8. The Return of the Sacred Crab – 2:54
9. Cold Turkey – 4:17 (John Lennon)
10. School Dinner Blues (Live) – 2:26
11. Wading Through a Ventilator (Live) – 4:08
12. Leppo & The Jooves – 5:29
13. Sandra's Having Her Brain Out – 3:39
14. School Dinner Blues – 2:14
15. Fatman's Son – 2:38
16. (I Want to Be An) Anglepoise Lamp (Live) – 2:51
17. Ugly Nora (Live) – 3:05

## Formazione
- Robyn Hitchcock – chitarra, voce, basso
- Kimberley Rew – chitarra, voce
- Jim Melton – armonica, voce, percussioni
- Gerry Hale – violino
- Andy Metcalfe – basso, voce
- Morris Windsor – batteria, voce
- Matthew Seligman - basso (in Have a Heart Betty e Rock 'n' Roll Toilet)